# Xylopsocus intermedius
Xylopsocus intermedius is een keversoort uit de familie boorkevers (Bostrichidae). De wetenschappelijke naam van de soort is voor het eerst geldig gepubliceerd in 1993 door Damoiseau in Damoiseau & Coulon.